# Anne-Sophie Mutter
Anne-Sophie Mutter (Rheinfelden, Baden-Württemberg, 29 de juny de 1963) és una violinista alemanya. Ha rebut nombrosos premis, com ara un Grammy, i ha actuat amb les orquestres mundials més prestigioses.

## Biografia
Mutter va néixer a la ciutat alemanya de Rheinfelden, Baden-Württemberg, que es troba a uns 15 quilòmetres (9 milles) a l'est de Basilea, a la riba nord del riu Alt Rin, a través del qual es troba la ciutat suïssa del mateix nom. Els seus pares eren Karl Wilhelm Mutter i Gerlinde Mutter i es va criar amb dos germans grans. Mentre que el pare de Mutter era periodista, que editava un diari a Baden-Württemberg, la seva mare va ser la primera dona de la seva família a graduar-se a la universitat. Tot i que ningú de la seva família tocava un instrument musical, la família de Mutter era una apassionada de la música clàssica.
Va ser de ben petita una nena prodigi que amb només cinc anys ja tocava el piano. Poc després va començar a estudiar amb els mestres del violí Erna Honigberger i Aida Stucki, i als set anys guanya el concurs federal de la joventut musical amb la menció d'excel·lència. Guanya el mateix concurs una segona vegada el 1974, després és dispensada d'obligació escolar, cosa que li permet consagrar-se plenament al seu art. El 1972, va donar el seu primer concert amb la Winterthurer Stadtorchester. Inspirada per un enregistrament del violinista Yehudi Menuhin i Wilhelm Furtwängler, va començar a estudiar amb Erna Honigberger, alumna de Carl Flesch. Després de la mort de Honigberger el 1974, va continuar els seus estudis amb Aida Stucki al Conservatori de Winterthur.
El 1976, amb només 13 anys, comença la seva carrera internacional debutant al Festival de Lucerna i un any més tard el director Herbert von Karajan la convida a tocar amb la Filharmònica de Berlín al Festival de Salzburg. Des que llavors no li han parat les demandes tant com un solista com a músic de cambra, i ha donat concerts en tots els centres de música essencials d'Europa, Amèrica del Nord i Àsia.
Als quinze, Mutter fa el seu primer enregistrant amb el Tercer i Cinquè concert per a violí de Mozart amb von Karajan i la Filharmònica de Berlín. El mateix any, se la nomena Artista de l'Any. El 1980, feia el seu debut americà amb Filharmònica de Nova York interpretant el Concert per a violí de Mendelssohn sota la direcció de Zubin Mehta. Aquest mateix any també va debutar amb l'Orquestra Simfònica de Chicago interpretant el Romanç en sol major de Beethoven i el Tercer concert per a violí de Mozart sota la direcció de Georg Solti, i el seu debut amb l'Orquestra Simfònica Nacional interpretant el Tercer concert per a violí de Mozart sota la direcció de Mstislav Rostropóvitx. L'any següent Mutter va debutar al Carnegie Hall tocant el Cinquè concert per a violí de Mozart amb lOrquestra de Filadèlfia sota la direcció de Riccardo Muti, i va debutar amb l'Orquestra Simfònica de Boston interpretant el Concert per a violí de Bruch sota la direcció de Seiji Ozawa el 1983. El debut japonès de Mutter va ser a Tòquio (1981) amb la Filharmònica de Berlín sota Karajan, seguit del seu debut rus a Moscou (1985).
Després de tres anys del seu debut amb l'Orquestra Simfònica de Londres el 1980, en què va interpretar el Concert per a violí de Mendelssohn sota la direcció de Claudio Abbado, Mutter va ser nomenada presidenta honorària de la Societat Mozart de la Universitat d'Oxford. El 1985, a l'edat de 22, se la feia una membre honorífica de la Royal Academy of Music de Londres i cap de la seva facultat d'estudis internacionals de violí.
A partir de finals de la dècada de 1980, Mutter va ampliar el seu repertori i es va dedicar més a obres contemporànies, un enfocament que es convertiria en un component significatiu de la seva carrera. El 1986, Mutter va estrenar Cadena 2, Diàleg per a violí i orquestra de Witold Lutosławski, amb el Zurich Collegium Musicum. Norbert Moret va compondre el seu Concert per a violí En rêve per a Mutter el 1988. El 1988, feia una gran gira pel Canadà i els Estats Units, com a solista amb orquestres i donant recitals en solitari amb el pianista Lambert Orkis. Mutter va fer els seus debuts en recitals a Nova York (al Carnegie Hall), Washington DC, Los Angeles, San Francisco, Montreal, Toronto i altres ciutats i va debutar amb l'Orquestra Simfònica de San Francisco. Mutter va estrenar música de Krzysztof Penderecki i André Previn i va interpretar obres clàssiques com el Concert per a violí de Beethoven i sonates per a violí de Beethoven, Brahms, Franck i Tartini.

## Dècada de 1990
A la dècada de 1990, Mutter s'havia establert com una estrella internacional, passant de Wunderkind a artista madura La premsa la va descriure com una "mestra del violí" i "músic de virtuosisme gairebé inigualable i integritat irreprotxable", amb crítics que van assenyalar la seva imatge glamurosa. Un autor de Der Spiegel va escriure sobre l'ascens de Mutter a la fama: "Mentrestant, tot el món de la música clàssica coneix aquests tons i aquest mestre musical: Anne-Sophie Mutter, que ara té 25 anys, és probablement l'única estrella mundial feta a Alemanya en el comerç d'instrumentista actual i la primera violinista de [Alemanya] que pot mantenir-se al dia amb l'estàndard mundial del violí. Després del vol de fantasia de Dietrich Fischer-Dieskau, cap altre músic seriós d'Alemanya –malgrat el gènere– ha aconseguit ascendir més ràpidament des del primer pis fins a l'àtic del gremi internacional d'intèrprets. En la seva línia de treball està al capdavant: Frau Fiddler on the roof".
A la dècada de 1990, Mutter va estrenar Gesungene Zeit de Wolfgang Rihm (1992), Aftersong de Sebastian Currier (1994) i el Concert per a violí núm. 2 Metamorphosen de Krzysztof Penderecki (1995). Aquella mateixa dècada, Mutter va publicar alguns dels seus àlbums més venuts, incloent Carmen Fantasie amb James Levine i la Filharmònica de Viena (1993) i les Quatre estacions de Vivaldi amb Karajan i la Filharmònica de Viena (gravat el 1984, publicat el 1994) i un altre àlbum de Vivald's Four Seasons amb els Trondheim Soloists (1999).

El 1998 va tocar i gravar per a CD i DVD el conjunt complet de les Sonates per a violí de Beethoven (estrenada el 1999), acompanyada per Lambert Orkis; aquests es van emetre per televisió a molts països. Mutter va dedicar un any sencer a interpretar les deu sonates per a violí de Beethoven a la gira "Beethoven: Face to Face" a ciutats d'Amèrica del Nord i Europa, incloent peces modernes addicionals. El crític musical Anthony Tommasini del New York Times va escriure en un concert de la gira de Beethoven:
| « | "La interpretació de la Sra. Mutter tenia les seves qualitats distintives: un to ric però concentrat, varietats sorprenents de so, un joc rítmic articulat però flexible. Però el seu treball creixent en els darrers anys. anys amb compositors vius ha aportat un nou tipus d'energia intel·lectual a la seva interpretació, perquè estava especialment atenta als girs atrevits d'aquesta música juvenil." | » |

## Anys 2000
Malgrat que el seu repertori inclou moltes obres del període clàssic i romàntic, Anne-Sophie Mutter és especialment reconeguda per les seves execucions de música de compositors contemporanis. A més, diverses obres han estat especialment escrites o dedicades a ella, incloent-hi peces de Witold Lutosławski, Krzysztof Penderecki i Wolfgang Rihm.
Com a persona compromesa ha donat regularment concerts de benèfics. Ha rebut importants distincions, incloent-hi l'Orde de la República d'Alemanya (Primera Classe). També posseeix dos violins construïts per Antonio Stradivari: un Emiliani de 1703, i un Lord Dünn-Raven de 1710.
El 1989, Anne-Sophie Mutter es va casar amb l'advocat Detlef Wunderlich, amb qui va tenir dos fills: Arabella i Richard. Tanmateix, Wunderlich va morir el 1995.
Amb el canvi de segle, Mutter va continuar donant suport a la nova música i va començar a col·laborar amb el compositor i director d'orquestra André Previn, que va dedicar diverses obres a Mutter. Mutter va estrenar un Tango Song and Dance el 2002, que Previn va compondre per a ella. Mutter també va donar la primera presentació i l'enregistrament del Concert per a violí de Previn amb l'Orquestra Simfònica de Boston el mateix any, del qual l'enregistrament es va convertir en un èxit de crítica. Mutter va fer una gira amb orquestres sota la direcció de Previn, interpretant el seu concert i més tard estrenant el doble concert de Previn per a violí i contrabaix el 2007 amb Roman Patkoló. Dos anys més tard, va estrenar el seu segon trio amb piano amb Lynn Harrell i Previn i el Concert per a violí i viola amb Iuri Baixmet.
Altres obres contemporànies dedicades a Mutter que va estrenar inclouen Nocturn per a violí i orquestra d'Henri Dutilleux Sur le même accord (2002) amb Kurt Masur dirigint l'Orquestra Filharmònica de Londres i el Concert per a violí de Sofia Gubaidúlina (2007) amb Sir Simon Rattle amb la Filharmònica de Berlín.
L'any 2002, Mutter contreu matrimoni per segona vegada amb el pianista, compositor i director André Previn, que li va dedicar un concert per a violí amb el seu nom el març del 2002. La parella se separa l'any 2006.
Per al 250è aniversari de Mozart del 2005 al 2006, Mutter va fer gires per Europa, Amèrica del Nord i Àsia, incloent Xina, Japó, Corea i Taiwan, interpretant els Concerts per a violí complets de Mozart, la Sinfonia Concertante per a violí, viola i orquestra i trios complets per a piano. Mutter va actuar amb Lambert Orkis i André Previn com a pianistes. Es van publicar cinc enregistraments en DVD i CD que contenien les obres interpretades durant la gira i les sonates completes per a violí de Mozart.

L'octubre de 2006, a la televisió francesa, Mutter va semblar indicar que es retiraria quan complís els 45 anys, el 2008. No obstant això, el mes següent va dir que les seves paraules van ser "malinterpretades" i que ella continuaria tocant mentre sentia que podia
| « | "aportar qualsevol cosa nou, qualsevol cosa important, qualsevol cosa diferent a la música". | » |

Anne-Sophie Mutter fou la receptora l'any 2008 de l'Ernst von Siemens Music Prize, que s'acompanya amb una donació en efectiu de 200.000 euros. La violinista va fer la donació de la meitat dels diners del premi per a l'Anne-Sophie Mutter Foundation, que s'establirà durant el curs del mateix any. L'objectiu de la fundació és promoure a escala mundial el suport per a músics joves prometedors - una tasca que la violinista ja tenia en compte des de l'any 1997 quan va fundar The Anne-Sophie Mutter Circle of Friends Foundation.

## 2010-present

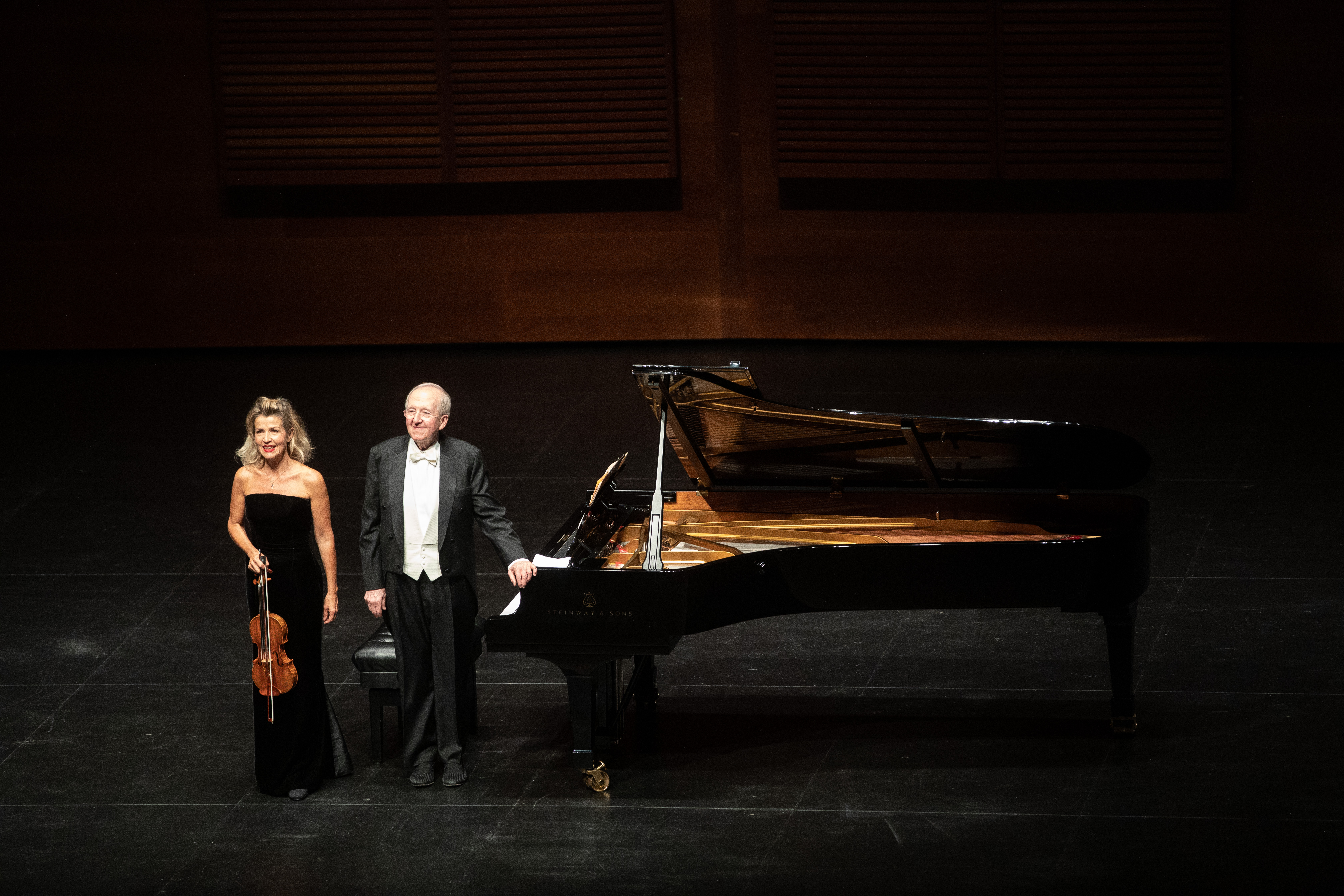
Murmura amb Lambert Orkis (2021)

Mutter va interpretar obres clàssiques i contemporànies durant la dècada de 2010, fent gires per Europa, Amèrica del Nord, Àsia, Amèrica del Sud i Austràlia. Per a les seves gires i actuacions anuals, va continuar les seves col·laboracions amb Lambert Orkis i va interpretar els principals concerts del repertori clàssic. Va estrenar "Lichtes Spiel" de Wolfgang Rihm amb la New York Philharmonic i "Dyade" amb el contrabaixista Roman Patkoló el 2010 i "Time Machines" de Sebastian Currier amb la New York Philharmonic dirigida per Alan Gilbert el 2011 amb l'aclamació de la crítica. Precisament aquest any estaba proposada pel Brahmspreis.
El 2011, Mutter va establir el "Mutter Virtuosi", format per estudiants selectes i graduats de la Fundació Anne-Sophie Mutter (establerta el 2008) que actuen amb Mutter. El conjunt de cambra ha realitzat diverses gires per diferents continents durant la dècada de 2010, interpretant obres modernes i clàssics com les "Four Seasons" de Vivaldi. Com a part de la sèrie de "Deutsche Grammophon" per introduir la música clàssica a un públic més ampli, "Mutter and the Mutter Virtuosi" van interpretar obres de Bach, Vivaldi, Gershwin i John Williams en una discoteca del local Neue Heimat de Berlín el 2015. L'actuació es va gravar per a The Club Album. - En directe des del Saló Groc.
Mutter va oferir l'estrena mundial del "Concerto per a violí núm. 2 per a violí i orquestra de corda de Previn amb els solistes de Trondheim el 2012, l'estrena de "Variacions de tons" de Sebastian Currier per a violí i contrabaix el 2013, i el estrena de John Williams Markings per a violí sol, cordes i arpa amb la Boston Symphony Orchestra amb Andris Nelsons el 2017. El 2018, Mutter va estrenar "The Fifth Season" de Previn, la "Sonata per a violí i piano" núm.2 , i el seu "Duo concertante per violino e contrabbasso".
El 2018, Mutter va oferir un concert amb el pianista Lang Lang titulat "Concert de Berlín" amb la Staatskapelle de Berlín sota la direcció de Manfred Honeck per al 120 aniversari de Deutsche Grammophon. Per a l'aniversari, Mutter també va oferir concerts a Seül, Corea del Sud, i Tòquio, Japó. L'any següent, Mutter va actuar per al 20è aniversari de l'Orquestra Filharmònica d'Oxford amb Maxim Vengerov i Martha Argerich.
El 2019, Mutter es va unir a John Williams per interpretar les obres de William per a violí sol i orquestra, titulades "Across The Stars". La gira i l'àlbum contenien obres de les partitures cinematogràfiques de William, amb peces tan notables com els temes de Star Wars, Rey i Yoda, i Hedwig's Theme from Harry Potter. El mateix any, Mutter va fer una gira per Europa amb la West–Eastern Divan Orchestra, interpretant el "Triple Concert" de Beethoven amb Daniel Barenboim i Yo-Yo Ma. La gira va incloure parades a Buenos Aires i Berlín, i va donar lloc a l'edició d'un CD de Deutsche Grammophon. El març de 2019, Mutter va estrenar "Ghost Trio" de Sebastian Currier amb Daniel Müller-Schott i Lambert Orkis al Carnegie Hall.
El setembre de 2019, Mutter es va aturar durant una actuació del Concert per a violí de Beethoven amb l'Orquestra Simfònica de Cincinnati per demanar a un usuari de telèfon mòbil que deixi de gravar. L'incident va rebre una cobertura de premsa important i va alimentar els debats sobre l'etiqueta del telèfon mòbil del concert.
Mutter ha estrenat recentment diverses peces que li han dedicat, com ara el quartet de corda de Jörg Widmann, "Studie über Beethoven" a Tokyo (2020), el "Concert per a violí i orquestra núm. 2" de John Williams a Tanglewood amb la Boston Symphony Orchestra (2021), el "Duet de violí" d'Unsuk Chin Gran Cadenza (2021) a Ratisbona amb el violinista Ye-Eun Choi i l'obra per a violí i orquestra de Thomas Adès "Air -Homage to Sibelius" (2022) al Festival de Lucerna amb la Lucerne Festival Contemporary Orchestra. La gira Virtuosi de Mutter el 2023 també ha inclòs obres de Joseph Bologne de Saint-George en un esforç per reviure el llegat del compositor.

## Repertori
Les obres de Mutter inclouen peces clàssiques tradicionals que formen part del repertori del violí. Mutter ha interpretat i realitzat enregistraments dels principals concerts per a violí de Bach, Bartók, Berg, Brahms, Bruch, Beethoven, Dvořák, Mendelssohn, Mozart, Sibelius, Txaikovski i Vivaldi. El seu repertori inclou interpretacions i enregistraments dels concerts dobles i triples de Brahms i Beethoven, romances per a violí de Beethoven, Bruch i Dvořák, i obres orquestrals populars de Massenet, Sarasate i Saint Saëns, i obres solistes estàndard de Bach i Paganini. Part del seu repertori inclou obres de cambra com les sonates completes per a violí de Beethoven, Brahms i Mozart, altres sonates de Bartók, Franck, Mendelssohn, Prokofiev i Tartini, trios de Beethoven i Mozart i quartets de corda de Mozart, Beethoven i Haydn. i el "Quintet de la truita" i "Fantasia en do major" de Schubert.
Tot i que el seu repertori inclou moltes obres clàssiques, Mutter és especialment coneguda per les seves interpretacions de música contemporània. S'han escrit o dedicat a ella diverses peces, com ara Sur le même accord d'Henri Dutilleux, el segon concert per a violí de Krzysztof Penderecki, la "Chain 2" de Witold Lutosławski i la versió orquestral de "Partita", i "Time Chant" ("Cant del temps") de Wolfgang Rihm, Lichtes Spiel, i Dyade de Sofia Gubaidúlina i el "Concert per a violí núm. 2" i de "In tempus praesens", entre d'altres. Mutter va estrenar el Concert per a violí d'André Previn "Anne-Sophie", l'enregistrament del qual va rebre un premi Grammy. Els enregistraments de Mutter del "Concert per a violí núm. 2" de Penderecki, "Metamorphosen" i "Time Chant" de Rihm també van rebre premis Grammy.
El compositor de partitures de pel·lícules de renom mundial i guanyador de cinc Oscars de l'Acadèmia John Williams va compondre música original per a ella, inclosa una peça per a violí, cordes i arpa anomenada "Markings" (2017), una col·lecció d'arranjaments de temes de pel·lícules compostes per ell per a violí i orquestra. (gravat per Mutter i Williams amb la Recording Arts Orchestra de Los Angeles a "Across the Stars", 2019) i el segon concert per a violí de Williams (compost el 2021, que serà gravat per Mutter amb la Boston Symphony Orchestra, l'autor com a director, el 2022. Mutter també va aparèixer com a solista al concert debut de John Williams amb la Wiener Philharmoniker els dies 28 i 29 de gener de 2020, gravat per Deutsche Grammophon i publicat a l'àlbum en directe "John Williams in Vienna", que es va convertir en l'àlbum de música orquestral més venut a 2020.

## Estil de toc i aspecte

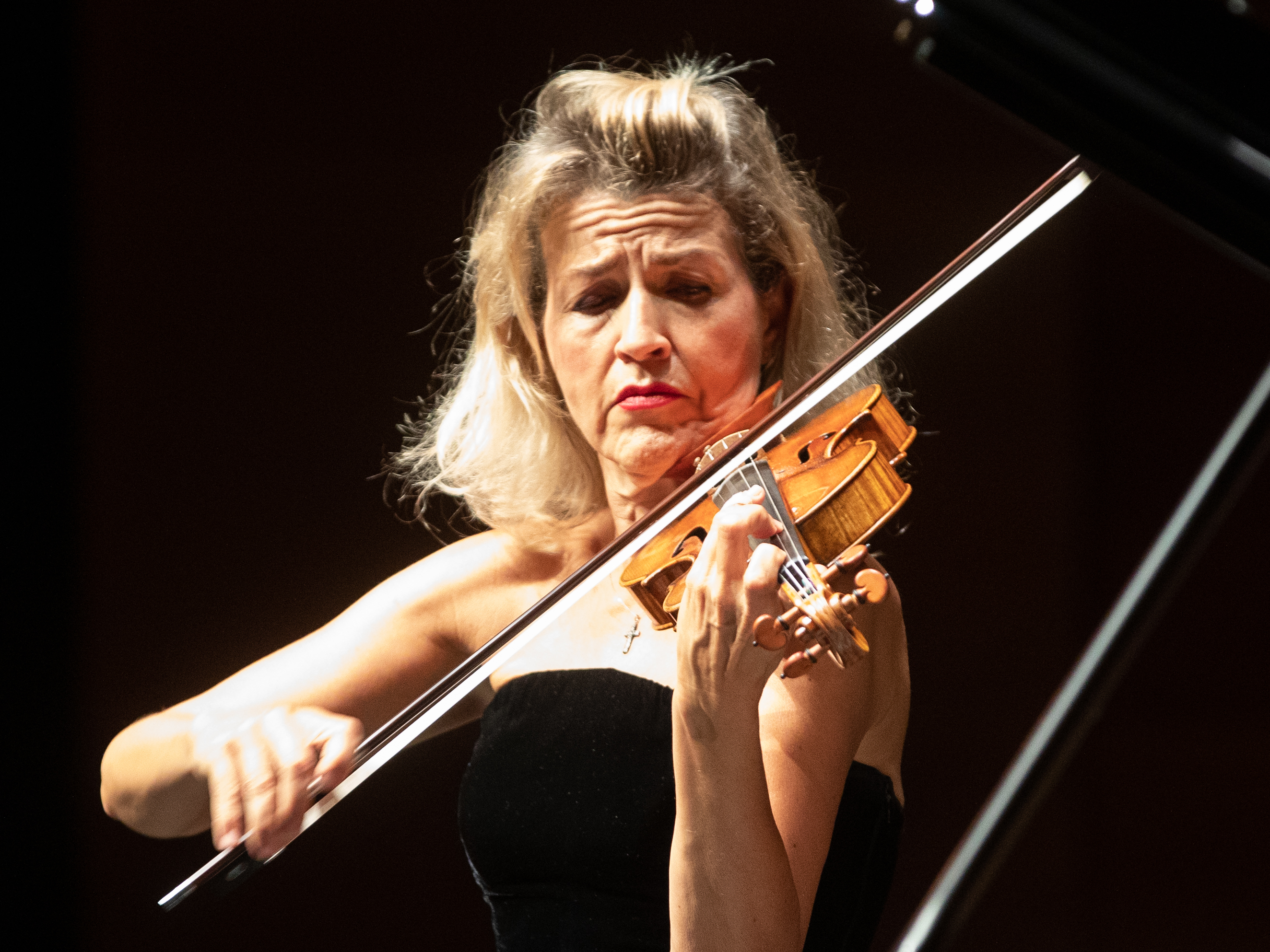
Mütter l'any 2021

Anne-Sophie Mutter és coneguda per la seva tècnica versàtil, la seva gamma dinàmica d'estil, la riquesa del to i el so articulat i colorit. Els crítics han assenyalat la interpretació personal i exhaustiva de la música de Mutter i la dedicació a les obres musicals que interpreta, ja que sovint estudia les lletres, les partitures originals i altres documents històrics del compositor per guiar la seva interpretació. Mutter sovint divideix els crítics: alguns lloen la sublimitat, la gràcia, la destresa, l'energia intel·lectual i la sofisticació de la seva música, mentre que altres la veuen tocant massa refinada, idiosincràtica i atrapada en detalls minuciosos i sostenen que Mutter sobreinterpreta les obres i s'imposa a ella mateixa. la música.
Mutter és conegut per actuar amb vestits sense tirants. Mutter va explicar que sentia que tenir una tela a l'espatlla feia que fos massa relliscós per subjectar el violí amb fermesa mentre tocava.

## Instruments
Posseeix dos violins Stradivarius: l'Emiliani de 1703 i el Lord Dunn-Raven Stradivarius de 1710, dels quals Mutter interpreta principalment en aquest últim. Mutter va adquirir l'Emilinia de John & Arthur Beare a Londres el 1979 i el Lord Dunn-Raven de Bein & Fushi a Chicago el 1984. També posseeix un Finnigan-Klaembt de 1999 i un Regazzi de 2005.

Mutter ha descrit el seu violí Stradivarius com la seva ànima bessona, dient:
| « | "Va sonar com jo (havia) sempre esperat. És la part més antiga del meu cos i la meva ànima. En el moment que estic a l'escenari, som un, musicalment". Mutter atribueix l'ajust personal del seu violí stradivarius a les "profunditats dels colors i la increïble quantitat de rang dinàmic". Prefereix el Lord Dunn-Raven, afirmant que l'Emília no té "una dimensió: no té cap nervi. Trobo a faltar el poder desenfrenat. Necessito aquesta rudesa per als moments eruptius de les sonates de Beethoven. La necessites per a Brahms, Sibelius i obres contemporànies." | » |

## Participació pública
Al llarg de la seva carrera, Mutter ha realitzat molts concerts benèfics per a diverses organitzacions com Save the Children Japan, "Save the Children" Yemen, "Artists against Aids", la "Swiss Multiple Sclerosis Society", la "Haus der Diakonie de la Fundació Hanna i Paul Gräb a Wehr-Öflingen", la "Fundació Bruno Bloch", "Fons Beethoven per a nens sords", "Aldees infantils SOS" a Síria i altres. El 2018, Mutter va oferir un concert benèfic commemorant un concert d'alliberament el maig de 1945 per als supervivents de l'Holocaust a càrrec de músics jueus a l'Arcabadia de Sant Ottilien. El 2022, la Filharmònica de Nova York i Mutter van interpretar música jueva, inclòs el concert per a violí de Previn a Peenemünde, un antic centre d'investigació de l'exèrcit nazi. Des del març de 2022, Mutter ha estat donant concerts benèfics per als ucraïnesos a la llum de la invasió russa d'Ucraïna.

Mutter va fundar l'Associació d'Amics de la Fundació Anne-Sophie Mutter e.V. el 1997 i, a més, va establir la Fundació Anne-Sophie Mutter el 2008, que dona suport a joves intèrprets d'instruments de corda i ofereix beques per a persones amb talent. Mutter va iniciar la fundació basant-se en la seva creença que 
| « | "la música hauria d'agafar la gent, moure la gent; hauria d'explicar històries; hauria de tenir un impacte". | » |

 Des de 2011, el grup de conjunt Mutter's Virtuosi actua amb Mutter i inclou estudiants recolzats per la fundació que també encarrega nous treballs als seus alumnes. Entre els antics becaris i membres de Mutter Virtuosi destaquen els violinistes Timothy Chooi, Fanny Clamagirand, Vilde Frang, Sergey Khachatryan, Arabella Steinbacher, Noa Wildschut i Nancy Zhou i els violoncel·listes Pablo Ferrández, Maximilian Hornung, Linus Roth, Daniel Müller-Soltani i Kiancho Soltani, entre d'altres. Durant la pandèmia de la COVID-19, Mutter va expressar la seva preocupació sobre l'impacte dels confinaments sobre els músics, especialment els músics clàssics, i va demanar que el govern alemany proporcionés suport financer.
El 2021, Anne-Sophie Mutter va ser escollida presidenta de "German Cancer Aid".

## Vida personal
El 1989, Mutter es va casar amb el seu primer marit, Detlef Wunderlich, amb qui va tenir dos fills, Arabella i Richard. Wunderlich va morir de càncer el 1995. Va dedicar el seu enregistrament de 1999, Vivaldi: The Four Seasons, a la seva memòria. Es va casar amb el pianista, compositor i director d'orquestra André Previn el 2002. La parella es va divorciar el 2006, però va continuar col·laborant musicalment i va mantenir la seva amistat. [127]

## Premis i reconeixements

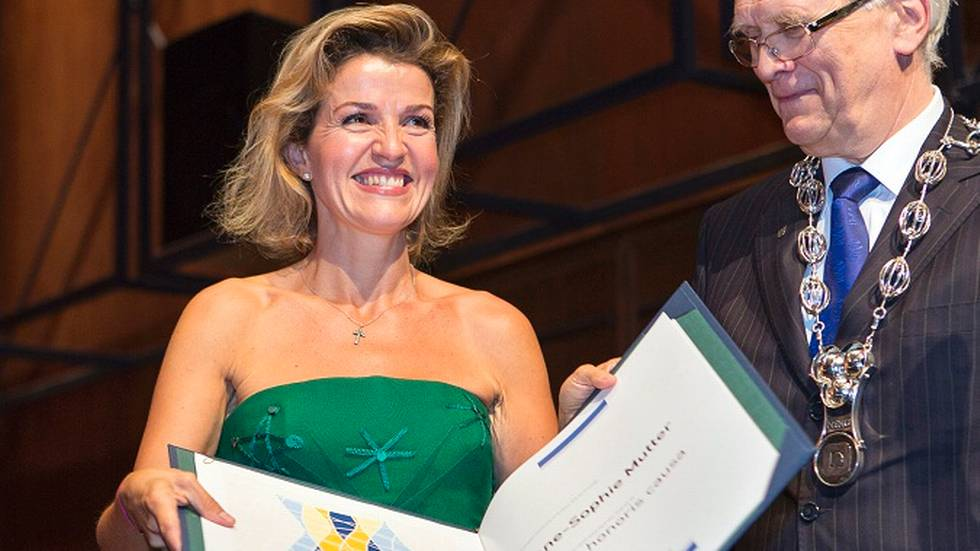
Mutter rep el doctorat honoris causa Universitat Noruega de Ciència i Tecnologia NTNU en Trondheim (2010)

- Grammy Award for Best Chamber Music Performance:
  - Anne-Sophie Mutter and Lambert Orkis de Beethoven: The Violin Sonatas (Nos. 1–3, Op. 12; Nos. 1–3, Op. 30; "Spring" Sonata) (Grammy Awards of 2000)
- Grammy Award for Best Instrumental Soloist(s) Concert (amb orquestra):
  - Anne-Sophie Mutter and André Previn (conductor) de Previn: Violin Concerto "Anne-Sophie"/Bernstein: Serenade després Plato's (Grammy Awards del 2005)
  - Anne-Sophie Mutter, Krzysztof Penderecki (conductor) i la London Symphony Orchestra de Penderecki: Violin Concerto No. 2, Metamorphosen  (Grammy Awards del 1999)
  - Anne-Sophie Mutter, James Levine (conductor) i la Chicago Symphony Orchestra de Berg: Violin Concerto/Rihm: Time Chant (Grammy Awards del 1994])
- Anomenament d'Anne-Sophie-Mutter-Weg en Wehr, Baden-Württemberg (Eng: manera Anne-Sophie Mutter) (27 August 1988)[124]
- "Order of Merit of Baden-Württemberg" (1999)
- "Creu d'Honor austríaca per a la ciència i l'art" (1999)[125]
- "Premi Sonning Léonie Sonning (2001; Dinamarca)
- "Ordre Maximilià de Baviera per a la Ciència i l'Art" (2002)
- "Premi Herbert von Karajan (Baden-Baden, 2003)[126]
- "Cavaller de l'Orde de les Arts i les Lletres" (2005)
- "Victòries de música clàssica" (2006)
- "Gran Condecoració d'Honor pels Serveis a la República d'Àustria" (2007)[127]
- "Premi Ernst von Siemens" (2008)
- "Premi Mendelssohn Prize" (Categoria música) (Leipzig, 2008)
- "Creu de mèrit de 1a classe de la República Federal d'Alemanya" (Creu del Mèrit 1. Klasse) (2009)
- "Cavaller de la Legió d'Honor" (França, 2009) pel seu compromís amb les obres de música contemporània del francès
- "Echo Klassik" als Instrumentalistes (2009)
- "European St. Ulrichs Premi" (Juliol 2009)
- "Doctor Honoris Causa de la Universitat Noruega de Ciència i Tecnologia (NTNU) (2010)[128]
- Prize of the Cultural Foundation of Dortmund
- "Premi Brahms de la (Brahms Society of Schleswig-Holstein, 2011)
- "Premi al Lideratge Artístic Distingit del Consell Atlàntic" (2012)[129]
- "Orde del Mèrit de Baviera"
- "Honor cultural de la ciutat de Múnic"
- Membre d'Honor de la Royal Academy of Music
- "Premi Erich Fromm Prize" pel seu treball social integral (2011)[130]
- "Premi Gustav Adolf de Gustav-Adolf-Werk" de l'Església Evangèlica a Hesse-Nassau pel seu compromís socialment diaconal[131]
- La Medalla del Centenari Lutosławski. (25 de gener 2013)[132]
- Nomenada membre d'honor estranger de l'Acadèmia Americana d'Arts i Ciències (Abril 2013)[133]
- "Premi Echo Klassik" 2014 pel seu àlbum 'Dvořák'[134]
- Nomenada membre d'honor de Keble College, Oxford[135]
- XI Premi Yehudi Menuhin de la Fundació Albeniz (2016)[136]
- Medalla de Oro al Mérito en las Bellas Artes (2016)[137]
- "Orde Nacional del Mèrit" (Romania) amb el rang de Gran Oficial (2017)
- "Medalla d'Or al Mèrit a la Cultura – Gloria Artis" (2018)[138]
- "Premi de Música Polar" (2019)[139]
- "Baies de Berlín" (BZ-Cultural Prize) (2019)
- "Praemium Imperiale" (2019)[140]
- "Premi Cultural de Baden-Württemberg (2020)[141]
- "Opus Klassik", Categoria Instrumentalistes (Violí) per Across the Stars (2020)
- "Doctorat Honoris Causa" per l'Acadèmia de Música Krzysztof Penderecki de Cracòvia (2022)[142]
- "Premi Opus Klassik a l'instrumentista de l'any" (2023) per Violin Concerto No. 2 & Selected Film Themes de John Williams[143]

## Discografia
- Deutsche Grammophon:[144]

- Mozart Violin Concertos Nos. 3 & 5 (1978)
- Beethoven Triple Concerto (1980)
- Beethoven Violin Concerto (1980)
- Mendelssohn Violin Concerto / Bruch Violin Concerto No. 1 (1981)
- Brahms Violin Concerto(1982)
- Brahms Double Concerto (1983)
- Tchaikovsky Violin Concerto (1988)
- Lutosławski Partita & Chain 2 / Stravinsky Violin Concerto (1988)
- Beethoven: The String Trios (1989)
- Bartok Violin Concerto No. 2 / Moret En Rêve (1991)
- Berg Violin Concerto / Rihm Time Chant (1992)
- Carmen-Fantasy (1993)
- Romance (1995)
- Sibelius Violin Concerto (1995)
- The Berlin Recital (1996)
- Brahms Violin Concerto / Schumann Fantasy for Violin and Orchestra (1997)
- Penderecki Violin Concerto No. 2 / Bartok Sonata for Violin and Piano No. 2 (1997)
- Beethoven The Violin Sonatas (1998)
- Vivaldi The Four Seasons (1999)
- Recital 2000 (2000)
- Lutosławski Partita for Violin and Orchestra / Chain 2 (2002)
- Beethoven Violin Concerto (2002)
- Tango Song and Dance (2003)
- Previn Violin Concerto / Bernstein Serenade (2003)
- Tchaikovsky & Korngold Violin Concertos (2004)
- Dutilleux Sur le même accord / Bartok Violin Concerto No. 2 / Stravinsky Concerto en ré (2005)
- Mozart The Violin Concertos (2005)
- Mozart Piano Trios K502, K542, K548 (2006)
- Mozart The Violin Sonatas (August 2006)
- Simply Anne-Sophie (2006)
- Gubaidulina in tempus praesens (2008)
- Mendelssohn Violin Concerto (2009)
- Brahms Violin Sonatas (2010)
- Rihm: Lichtes Spiel; Currier: Time Machines (2011)
- The Complete Musician: Highlights (2011)
- Asm 35: The Complete Musician (2011)
- Dvořák: Violin Concerto (2013)
- The Silver Album (2014)
- Anne-Sophie Mutter Live: The Club Album from Yellow Lounge (2015)
- Mutterissimo: The Art of Anne-Sophie Mutter (2016)
- Franz Schubert: Trout Quintet (with Daniil Trifonov, Maximilian Hornung, Hwayoon Lee, und Roman Patkaló)(2017)
- Hommage à Penderecki (2018)
- The Early Years (2018)
- The Tokyo Gala Concert (2019)
- "Hedwig's Theme" from Harry Potter (2019)
- Across the Stars (2019) (Works of John Williams; Direction: John Williams)
- "Remembrances" & "Markings" (2019)
- Beethoven Triple Concerto & Symphony 7 (with Barenboim and Yo-Yo Ma) (2020)
- John Williams in Vienna (2020)
- Williams, Violin Concerto No. 2 & Selected Film Themes (2022)
- The Solo Concertos: Beethoven, Brahms, Bruch, Mendelssohn, Mozart, Tschaikowski (2023)
- Sony Classical Records:[149]
- Brahms Double Concerto & Clara Schumann Piano Trio (2022)

EMI Classics
- Mozart Violin Concertos Nos. 2 & 4 (1982)
- Bach Violin Concertos / Concerto for Two Violins and Orchestra (1983)
- Brahms Violin Sonatas (1983)
- Vivaldi The Four Seasons (1984)
- Lalo: Symphonie Espagnole / Sarasate: Zigeunerweisen (1985)
- Mozart Violin Concerto No. 1, Sinfonia Concertante (1991)
- Meditation: Vivaldi, Mozart, Massenet, Sarasate (1995)